# Владіславс Гутковскіс
Владіславс Гутковскіс (латис. Vladislavs Gutkovskis, нар. 2 квітня 1995, Рига, Латвія) — латвійський футболіст, форвард південнокорейського клубу «Теджон Сітізен» та національної збірної Латвії.

## Клубна кар'єра
Владіславс Гутковскіс народився у Ризі грати у футбол починав у столичному клубі «Олімпс», звідки через два роки перебрався у лідера латвійського чемпіонату того часу - столичний клуб «Сконто». Починав грати за дубль та згодом приєднався до першої команди клубу. У 2014 році Гутковскіс став кращим бомбардиром чемпіонату Латвії.
На початку 2016 року на правах вільного агента Гутковскіс переїхав до сусідньої Польщі, де став гравцем клубу «Термаліка Брук-Бет». У складі якого починав грати в Екстракласі та згодом команда вилетіла до Першого дивізіону.
Влітку 2020 року також як вільний агент перейшов до клубу Екстракласи «Ракув». З цим клубом Гутковскіс виграв свої перші трофеї на клубному рівні та дебютував у Лізі конференцій. 5 листопада 2022 гравець відзначився покером у матчі проти клубу «Вісла» (Плоцьк) 7–1.

## Збірна
У 2011 році Владіславс Гутковскіс у складі юнацької збірної Латвії (U-17) брав участь у турнірі Балтійський кубок.
У жовтні 2016 року у відбірковому турнірі до чемпіонату світу 2018 Гутковскіс дебютував у національній збірній Латвії.

## Досягнення
Ракув
- Чемпіон Польщі: 2022/23
- Переможець Кубка Польщі: 2020/21, 2021/22
- Переможець Суперкубка Польщі: 2021, 2022

Індивідуальні
- Кращий бомбардир Чемпіонату Латвії: 2014
- Кращий бомбардир Кубка Польщі: 2020/21